# Mosca a ottobre
Mosca a ottobre (Москва в Октябре) è un film del 1927 diretto da Boris Vasil'evič Barnet.